# Tom Tugendhat
Thomas Georg John Tugendhat MBE VR (nacido el 27 de junio de 1973) es un político británico. Miembro del Partido Conservador, se ha desempeñado como presidente del Comité de Asuntos Exteriores desde 2017. Tugendhat ha sido miembro del parlamento (MP) representando a Tonbridge y Malling desde 2015. Antes de ingresar a la política, trabajó como periodista y consultor de relaciones públicas en el Medio Oriente. También tuvo un papel a tiempo parcial como oficial ese reserva del Ejército Británico; sirvió en la Guerra de Irak y en la Guerra de Afganistán.

## Primeros años y educación
Tugendhat es hijo de Sir Michael Tugendhat, un juez del Tribunal Superior, y su esposa francesa, Blandine de Loisne. Es sobrino de Lord Tugendhat, un hombre de negocios y político del Partido Conservador. Después de asistir a St Paul's School, Londres, Tom Tugendhat estudió Teología en la Universidad de Brístol, antes de realizar una maestría en estudios islámicos en Gonville and Caius College, Cambridge, y aprender árabe en Yemen.
Tugendhat tiene doble ciudadanía británica y francesa. Su esposa es una jueza francesa y una alta funcionaria, y su suegro es un diplomático francés, el principal mediador de la Organización para la Seguridad y la Cooperación en Europa en Ucrania. Tugendhat es católico, con ascendencia judía.